# El Salitre, Ayotlán
El Salitre är en ort i Mexiko.   Den ligger i kommunen Ayotlán och delstaten Jalisco, i den centrala delen av landet, 300 km väster om huvudstaden Mexico City. El Salitre ligger 1 542 meter över havet och antalet invånare är 388.
Terrängen runt El Salitre är kuperad åt nordost, men åt sydväst är den platt. Runt El Salitre är det ganska tätbefolkat, med 108 invånare per kvadratkilometer. Närmaste större samhälle är Yurécuaro, 2,3 km söder om El Salitre. I omgivningarna runt El Salitre växer huvudsakligen savannskog.